# Copa Ibérica de hockey sobre patines
La Copa Ibérica de hockey sobre patines o también llamada Copa Ibérica fue una competición internacional a doble partido, auspiciada por la CERH, entre clubes de España y Portugal, disputada por dos equipos que habían sido campeones de liga en cada país, a modo de supercopa, para dilucidar cual era el mejor equipo de la península ibérica en esa temporada. Solo se disputaron tres ediciones.

## Palmarés Copa Ibérica
| Edición | Temporada | Campeón      | Finalista   | Resultado |
| ------- | --------- | ------------ | ----------- | --------- |
| 1a      | 1999-00   | FC Barcelona | FC Porto    | 9-6/4-2   |
| 2a      | 2000-01   | FC Barcelona | FC Porto    | 0-1/8-2   |
| 3a      | 2001-02   | FC Barcelona | OC Barcelos | 4-3/4-3   |